# Ambillou-Château

Ambillou-Château este o comună în departamentul Maine-et-Loire, Franța. În 2009 avea o populație de 951 de locuitori.